# Appareil de télécommunication pour sourds

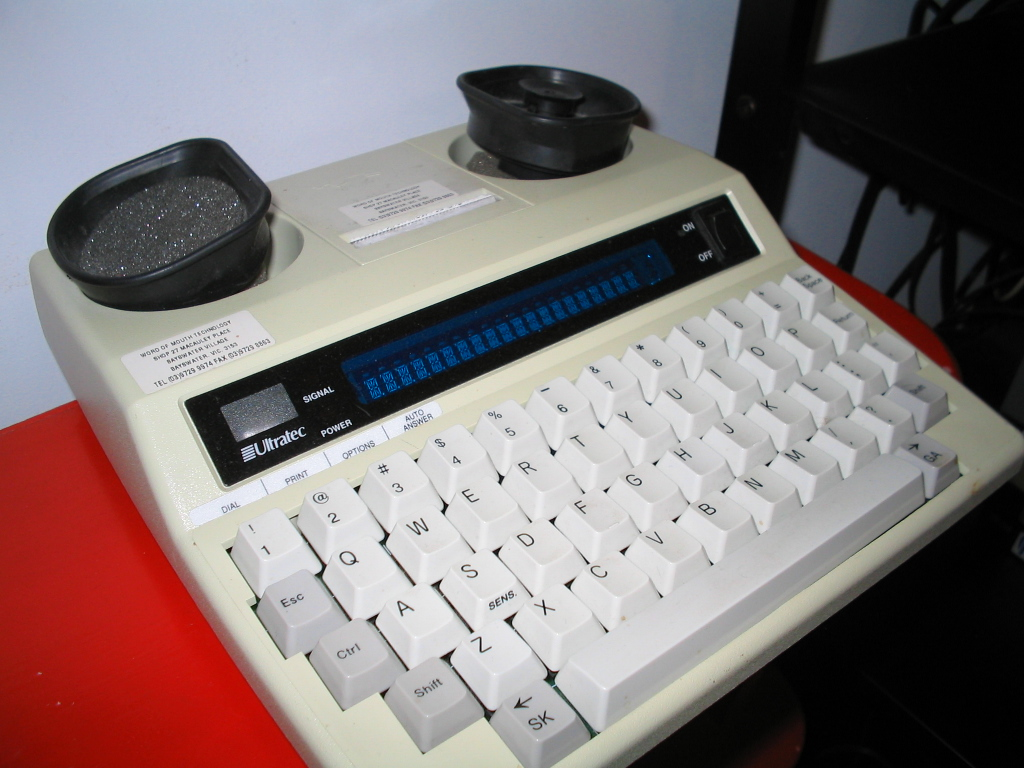
Mini-impression 425 TDD. Le coupleur acoustique situé sur le dessus est destiné à être utilisé avec des combinés téléphoniques. L'imprimante enregistre la conversation. Les touches spécifiques GA et SK permettent une utilisation plus rapide des abréviations courantes.

Un appareil de télécommunication pour sourds (abrégé en ATS, mais aussi parfois avec l'acronyme anglais TDD, qui est l'abréviation de Telecommunications Device for the Deaf) est un appareil électronique de télécommunication de texte sur une ligne téléphonique, conçu pour être utilisé par des personnes ayant des troubles de l'audition (sourdes ou malentendantes) ou de la parole. Un tel type d'appareil peut être un téléscripteur ou simplement un smartphone en mode TTY (courant en Europe).
Un ATS est à l'origine un appareil de la taille d'une machine à écrire ou d'un ordinateur portable avec une petite imprimante clavier et un petit écran qui utilise un écran LED, LCD ou VFD pour afficher le texte tapé électroniquement. Ce type d'ATS dispose généralement d'une petite bobine de papier sur laquelle le texte peut également être imprimé, car les anciennes versions de l'appareil n'avaient qu'une imprimante et pas d'écran. Le texte est transmis en direct, via une ligne téléphonique, à un appareil compatible, c'est-à-dire utilisant un protocole de communication similaire.
Des services téléphoniques spéciaux ont été développés pour pousser encore plus loin la fonctionnalité TDD. Dans certains pays, des systèmes permettent à une personne sourde de communiquer avec une personne entendante sur un téléphone vocal ordinaire en utilisant un opérateur relais humain. Il existe également des services de « report » qui permettent d'utiliser un téléphone pour les personnes qui entendent mais ne peuvent pas parler (« report auditif », également appelé « HCO », de l'anglais "hearing carry-over'') ou aux personnes qui n'entendent pas mais peuvent parler (« report vocal », également appelé « VCO », de l'anglais "voice carry-over").
Le terme ATS est parfois déconseillé car les personnes sourdes utilisent de plus en plus des appareils et des technologies grand public pour effectuer la plupart de leurs communications. Les appareils décrits ici ont été développés pour être utilisés sur le réseau téléphonique public commuté partiellement analogique. Ils ne fonctionnent pas bien sur les nouveaux réseaux IP (Internet Protocol). Ainsi, à mesure que la société évolue de plus en plus vers les télécommunications basées sur IP, les personnes sourdes cessent d'utiliser ces appareils de télécommunication, et utilisent plutôt des smartphones en mode texte uniquement, vidéo, ou en mode TTY.

## Histoire

### Coupleur acoustique APCOM ou dispositif MODEM
Le concept d'ATS a été développé par Robert H. Weitbrecht, un physicien sourd, et James C. Marsters (1924–2009), un dentiste et pilote d'avion privé devenu sourd quand il était bébé à cause de la scarlatine.
Weitbrecht invente le modem coupleur acoustique entre 1963 et 1964. Il réalise ce mécanisme de communication de manière électromécanique grâce à la modulation par déplacement de fréquence, qui permet uniquement une communication en semi-duplex, où une seule personne à la fois peut transmettre.
En 1964, Weitbrecht, Marsters et Andrew Saks, ingénieur électricien et petit-fils du fondateur de la chaîne de grands magasins Saks Fifth Avenue, fondent APCOM (Applied Communications Corp.), dans la baie de San Francisco, pour développer le coupleur acoustique, ou modem ; leur premier produit est le PhoneType,,.
L'APCOM récupère alors d'anciens téléscripteurs (TTY) du ministère de la Défense et dans des déchetteries, pour les connecter à des coupleurs acoustiques, afin de les associer au modèle de téléphone standard d'AT&T, le modèle 500, en le connectant par câble ou en insérant le combiné dans les coupelles en caoutchouc du coupleur (en) [vidéo] phreakmonkey, « 1964 Antique MODEM Live Demo », sur YouTube, 13 mai 2009. Cette configuration d'appareils, appelée TTY, permet ainsi de transmettre et de recevoir une séquence unique de tonalités générées par les différentes touches du téléscripteur.

### Appareil ATS de Paul Taylor
À la fin des années 1960, Paul Taylor (en) a combiné des appareils Teletype (en) de Western Union avec des modems pour créer des téléscripteurs, appelés TTY. Il a distribué ces premiers appareils, qui n'étaient pas portables, dans les foyers de nombreux membres de la communauté sourde de Saint-Louis, dans le Missouri. Il a également établi un service de réveil (en) par téléphone. Au début des années 1970, ces petits succès à Saint-Louis ont donné naissance au premier système de relais téléphonique local pour les sourds des États-Unis,.

### Appareil MCM de Micon Industries
En 1973, le module de communication manuel (MCM), le premier TTY électronique portable au monde permettant des télécommunications bidirectionnelles, est présenté en avant-première lors de la convention de l'Association californienne des sourds à Sacramento, en Californie.
Le MCM, alimenté par batterie, a été inventé et conçu par un présentateur de nouvelles et interprète sourd, Kit Patrick Corson, en collaboration avec Michael Cannon et le physicien Art Ogawa. Il a été fabriqué par la société de Michael Cannon, Micon Industries, et initialement commercialisé par la société de Kit Corson, Silent Communications. Afin d'être compatible avec le réseau TTY existant, le MCM a été conçu autour du code Baudot à cinq bits établi par les anciennes machines TTY au lieu du code ASCII utilisé par les ordinateurs. Le MCM a connu un succès immédiat auprès de la communauté sourde malgré son coût élevé de 599 $. Six mois après le début de sa commercialisation, les sourds et les malentendants utilisaient davantage de MCM que de machines TTY. Après un an, Micon a repris la commercialisation du MCM et a ensuite conclu un accord avec Pacific Bell (qui a inventé le terme « TDD ») pour acheter des MCM et les louer aux abonnés téléphoniques sourds pour 30 $ par mois.
Micon s'allie ensuite avec l'APCOM. Michael Cannon (Micon), Paul Conover (Micon) et Andrea Saks (APCOM) déposent avec succès une pétition auprès de la California Public Utilities Commission (CPUC), qui aboutit à la distribution gratuite des appareils TTY aux personnes sourdes. Micon produit alors plus de 1 000 MCM par mois, ce qui permet de diffuser un total d'environ 50 000 MCM dans la communauté sourde.
Avant de quitter Micon en 1980, Michael Cannon développe plusieurs variantes du MCM compatibles avec les ordinateurs et un TTY d'impression portable fonctionnant sur batterie, mais ils ne deviennent pas aussi populaires que le MCM d'origine.
Les modèles TTY plus récents peuvent communiquer avec des codes sélectionnables qui permettent des communications à un débit binaire plus élevé sur les modèles équipés de manière similaire. Cependant, l’absence de véritable fonctionnalité d’interface informatique entraîne la disparition du TTY d'origine et de ses clones. Au milieu des années 1970, d'autres appareils téléphoniques dits portables sont clonés par d'autres sociétés, et c'est à cette époque que le terme « ATS » commence à être largement utilisé par les personnes extérieures à la communauté sourde.

### La messagerie texte et le système Def-Tone (DTS)
Ce système de relais est devenu communément connu sous le nom anglais de Def-Tone System (DTS) parce que les sons représentant les lettres de l'alphabet étaient transmis par des sons à des fréquences supérieures au seuil de perception de l'audition humaine. Ce système a ensuite été appelé plus communément MultiTap (car il faut appuyer une ou plusieurs fois sur un chiffre pour obtenir une lettre correspondante), ABC, T9 puis saisie intuitive.

### Prix Marsters 2009
En 2009, AT&T a reçu le prix James C. Marsters Award for Promotion pour ses efforts visant à accroître l'accessibilité à la communication pour les personnes handicapées. Cette décision est pleine d’ironie : c’est AT&T qui, dans les années 1960, a résisté aux efforts visant à mettre en œuvre la technologie TTY, affirmant qu’elle endommagerait son équipement de communication, jsuqu'à ce qu'en 1968, la Commission fédérale des communications a obligé AT&T à offrir un accès TTY sur son réseau,.

## Protocoles
Il existe de nombreuses normes différentes pour les ATS et les textophones.

### Code Baudot 5 bits d'origine
La norme utilisée par les TTY à l'origine est une variante du code Baudot. La vitesse maximale de ce protocole est de 10 caractères par seconde. Il s'agit d'un protocole semi-duplex, ce qui signifie qu'une seule personne à la fois peut transmettre des caractères. Si les deux tentent de transmettre en même temps, les caractères seront brouillés à l'autre bout.
Ce protocole est encore couramment utilisé aux États-Unis.
Cette variante du code Baudot est implémentée sous forme de 5 bits par caractère transmis de manière asynchrone à l'aide d'une modulation de clé à décalage de fréquence à 45,5 ou 50 bauds, 1 bit de démarrage, 5 bits de données et 1,5 bits d'arrêt. Les détails de la mise en œuvre du protocole sont disponibles dans la norme TIA-825-A et également dans la norme T-REC V.18 Annexe A « Mode opérationnel 5 bits ».

### Code Turbo
La société UltraTec implémente dans ses produits un autre protocole connu sous le nom de "TTY amélioré", et surnommé « Turbo Code ». Le Turbo Code présente les avantages d'un débit de données plus élevé que le code Baudot, une conformité ASCII complète et une capacité de communication en duplex intégral. Cependant, c'est un code protocole propriétaire et UltraTec ne donne ses spécifications qu'aux parties qui souhaitent l'utiliser sous licence, bien que certaines informations le concernant soient divulguées dans le (en) Brevet U.S. 5432837 .

### Autres protocoles
D'autres protocoles utilisés pour la téléphonie textuelle sont le téléphone européen pour les sourds (European Deaf Telephone, EDT) et la signalisation multifréquence à double tonalité (Dual-Tone Multi-Frequency, DTMF).
Les recommandations de la série V de l'Union internationale des télécommunications (UIT) incluent les premières normes de modem suivantes approuvées en 1988 :
- La norme UIT-T V.21 spécifie un mode duplex à 300 bits par seconde[10].
- La norme UIT-T V.23 spécifie la modulation par modulation par déplacement de fréquence (MDF) pour coder et transférer des données à 600/1200 bits par seconde[11].

### V.18
En 1994, l'UIT a approuvé la norme V.18, une double norme qui comprend deux parties principales. Il s'agit à la fois d'un protocole "parapluie" qui permet la reconnaissance et l'interopérabilité de certains des protocoles de texte les plus couramment utilisés, et qui offre également un mode V.18 natif, qui est une méthode de modulation ASCII en duplex ou semi-duplex.
Les ordinateurs peuvent, avec un logiciel et un modem appropriés, émuler un TTY V.18. Certains modems vocaux, couplés à un logiciel approprié, peuvent désormais être convertis en modems TTY en utilisant un décodeur logiciel pour les tonalités TTY. La même chose peut être faite avec un tel logiciel utilisant la carte son d'un ordinateur, lorsqu'elle est couplée à la ligne téléphonique.

### Téléphones portables
De nombreux téléphones portables numériques sont compatibles avec les appareils TTY, grâce au mode TTY.
De nombreuses personnes souhaitent remplacer le TTY par le Text over IP (en) (ToIP), qui peut être utilisé sur un téléphone portable ou une tablette numérique sans appareil TTY séparé.

### Nouvelles technologies
Les ATS étant de plus en plus considérés comme des appareils hérités, avec l'émergence de technologies modernes telles que le courrier électronique, les SMS et les messageries instantanées, les textes ATS sont de plus en plus envoyés via des passerelles de Text over IP (en) (ToIP). Cependant, ces méthodes plus récentes nécessitent des connexions IP et ne fonctionnent pas avec les lignes téléphoniques analogiques classiques, à moins qu'une connexion de données ne soit utilisée (c'est-à-dire Internet par accès commuté ou la méthode de multiplexage du texte et de la voix par modem effectuée sur un combiné téléphonique sous-titré). Étant donné que certaines personnes n’ont accès à aucune sorte de connexion de données, et que celle-ci n’est même pas disponible dans certaines régions de nombreux pays, les TTY restent la seule méthode pour les appels téléphoniques texte analogiques sur ligne fixe, bien que les TTY incluent tout appareil doté d’un modem et d’un logiciel appropriés.